# Morning Crimson
Morning Crimson è il secondo album in studio del gruppo metal finlandese Catamenia, pubblicato nel 1999.

## Tracce
1. Aurora Borealis − 3:15
2. Talviyön varjot − 2:40
3. ...And Winter Descends − 3:16
4. In Blood They Lay − 3:17
5. Beauty Embraced by the Night − 3:02
6. Passing Moment of Twilight Time − 2:46
7. Cast the Stars Beyond − 3:42
8. Morning Crimson − 3:38
9. The Forests of Tomorrow − 3:21
10. Towards the Winds of Winter (Shores of Sendar) − 3:01
11. When the Frost Took the Lakes − 3:40
12. Shadeweaver's Season − 3:06
13. Winternacht − 2:04

## Formazione
- Mika Tönning − voce
- Riku Hopeakoski − chitarra
- Sampo Ukkola − chitarra
- Timo Lehtinen − basso
- Toni Tervo − batteria
- Heidi Riihinen − tastiere